# Diego Núñez de Avendaño
Diego Núñez de Avendaño (* vor 1580 in Castillo de Garcimuñoz, Provinz Cuenca; † 26. Mai 1606 in Lima, Peru) war ein spanischer Jurist, der 1606 vorübergehend als Vizekönig von Peru amtierte.

## Leben
Núñez muss eine juristische Ausbildung in Spanien genossen haben, da er als Richter (Oidor) an der Real Audiencia von Lima tätig war. Beim Tod des Vizekönigs Gaspar de Zúñiga y Acevedo im Februar 1606 war Núñez der (dienst-)älteste Oidor und übernahm in dieser Funktion kommissarisch das Amt des Vizekönigs. Núñez starb im Laufe des Jahres 1606 im Amt.